# Haushaltsgemeinschaft
Der Begriff Haushaltsgemeinschaft findet sich sowohl im deutschen Steuerrecht, im Recht der  Sozialhilfe sowie dem Recht der Grundsicherung für Arbeitsuchende nach dem SGB II.
Dabei gibt es unterschiedliche Definitionen des Begriffes.

## Steuerrecht
Im Steuerrecht ist die Haushaltsgemeinschaft in § 24b Abs. 3 S. 2 EStG definiert als gemeinsames Wirtschaften von in einem (gemeinsamen) Haushalt gemeldeter Personen (widerlegbare Vermutung).
Relevant ist sie für die Gewährung des Alleinerziehendenentlastungsbetrags nach § 24b des Einkommensteuergesetzes.
Trifft diese widerlegbare Vermutung zu, geht das Finanzamt automatisch von einem gemeinsamen Wirtschaften aus.
Die Vermutung des gemeinsamen Wirtschaftens kann durch die steuerpflichtige Person widerlegt werden, sofern diese mit der anderen Person nicht in einer eheähnlichen oder lebenspartnerschaftsähnlichen Gemeinschaft lebt (Ausschluss der Widerlegung).
Der Bundesfinanzhof entschied, dass eine Haushaltsgemeinschaft kein Wirtschaften aus einem Topf voraussetzt (wie im Sozialhilferecht), sondern dass eine gemeinsame Erledigung der Hausarbeit und eine gemeinsame Benutzung von Haushaltsgegenständen ausreichend ist, um eine Haushaltsgemeinschaft zu begründen. Eine Widerlegung ist insbesondere unter Verwandten nur dann möglich, wenn komplett getrennte Haushalte geführt werden oder wenn eine Beteiligung am Haushalt aufgrund von individuellen Gründen als ausgeschlossen erscheint, etwa bei pflegebedürftigen Menschen.

## Recht der Sozialhilfe
In der Sozialhilfe ist die Haushaltsgemeinschaft in § 39 S. 1 SGB XII definiert als gemeinsames Wirtschaften von in einem (gemeinsamen) Haushalt zusammenlebender Personen (widerlegbare Vermutung).
Relevant ist dies für die Bedarfsdeckung der Antrag stellenden Person und damit die Höhe der Leistung bei der Hilfe zum Lebensunterhalt sowie den Kosten der Unterkunft.
Trifft diese widerlegbare Vermutung zu, geht das Amt automatisch von einem gemeinsamen Wirtschaften aus. Dies bedeutet, dass zum Beispiel das Einkommen anderer Personen, die mit der oder den Antrag stellenden Person zusammenleben, bei dieser bedarfsdeckend berücksichtigt wird.
Die Vermutung des gemeinsamen Wirtschaftens kann durch die Antrag stellende(n) Person(en) widerlegt werden.

## Recht der Grundsicherung
In der Grundsicherung findet sich der Begriff Haushaltsgemeinschaft in § 9 Abs. 5 SGB II. Diese ist jedoch im SGB II nicht definiert (im Gegensatz zur Bedarfsgemeinschaft).
Dadurch bestand mindestens bis zum Jahr 2009 hier eine gesetzesimmanente Regelungslücke, die dazu führte, dass in einigen Fällen Unklarheit bestand, ob und wann eine Haushaltsgemeinschaft besteht oder nicht. 
§ 9 Abs. 5 SGB II regelt den Vermutungstatbestand, dass Hilfebedürftige von Verwandten oder Verschwägerten Leistungen zur Sicherung ihres Lebensunterhalts erhalten, wenn sie mit diesen in einer Haushaltsgemeinschaft leben.
Laut Bundessozialgericht (BSG) tritt der Vermutungstatbestand des § 9 Abs. 5 SGB II jedoch erst ein, wenn der Grundsicherungsträger (Jobcenter) nachweist, dass eine Wirtschaftsgemeinschaft besteht. Die Beweispflicht für das Bestehen einer Wirtschaftsgemeinschaft trifft dabei allein den Grundsicherungsträger.
Das Zusammenwohnen und die gemeinsame Nutzung von Bad, Küche und Gemeinschaftsräumen, oder auch der in Wohngemeinschaften anzutreffende Einkauf von Nahrungsmitteln, Reinigungs- und Sanitärartikeln aus einer Gemeinschaftskasse begründet in der Regel keine Wirtschaftsgemeinschaft.
Auch Unterstützungen zur Behebung einer akuten Notlage, die z. B. durch die Zahlungsunwilligkeit des Grundsicherungsträgers (Jobcenter) verursacht wird, begründeten keine Wirtschaftsgemeinschaft.
Nur wenn eine Wirtschaftsgemeinschaft vorliegt, müssen die betroffenen Personen ihre Einkommens- und Vermögensverhältnisse gegenüber der Behörde offenlegen (§ 60 Abs. 1 SGB II). Oft gilt jedoch in der Praxis: Nicht die Behörde muss die Verantwortungs- und Einstehensgemeinschaft beweisen, sondern die Antragsteller müssen beweisen, dass sie keine Haushaltsgemeinschaft sind.